# Lake Wissota
Lake Wissota és una concentració de població designada pel cens dels Estats Units a l'estat de Wisconsin. Segons el cens del 2000 tenia 2.458 habitants.

## Demografia
Segons el cens del 2000, Lake Wissota tenia 2.458 habitants, 966 habitatges, i 711 famílies. La densitat de població era de 251,1 habitants per km².
Dels 966 habitatges en un 33,1% hi vivien nens de menys de 18 anys, en un 64% hi vivien parelles casades, en un 5,9% dones solteres, i en un 26,3% no eren unitats familiars. En el 18,7% dels habitatges hi vivien persones soles el 6,2% de les quals corresponia a persones de 65 anys o més que vivien soles. El nombre mitjà de persones vivint en cada habitatge era de 2,54 i el nombre mitjà de persones que vivien en cada família era de 2,91.
Per edats la població es repartia de la següent manera: un 25,2% tenia menys de 18 anys, un 7% entre 18 i 24, un 29,3% entre 25 i 44, un 26,3% de 45 a 60 i un 12,2% 65 anys o més.
L'edat mediana era de 39 anys. Per cada 100 dones de 18 o més anys hi havia 100,5 homes.
La renda mediana per habitatge era de 48.906 $ i la renda mediana per família de 62.120 $. Els homes tenien una renda mediana de 35.526 $ mentre que les dones 22.813 $. La renda per capita de la població era de 23.851 $. Aproximadament el 0,6% de les famílies i el 3% de la població estaven per davall del llindar de pobresa.

## Poblacions més properes
El següent diagrama mostra les poblacions més properes.